# Vals-des-Tilles
Vals-des-Tilles ist eine französische Gemeinde mit 182 Einwohnern (Stand: 1. Januar 2022) im Département Haute-Marne in der Region Grand Est (vor 2016 Champagne-Ardenne). Sie gehört zum Arrondissement Langres und zum Kanton Villegusien-le-Lac. 
Vals-des-Tilles besteht aus den Ortschaften Chalmessin, Villemervy, Lamargelle-aux-Bois, Villemoron und Musseau. Der Verwaltungssitz befindet sich in Chalmessin.

## Geografie
Vals-des-Tilles liegt etwa 40 Kilometer nördlich von Dijon. Umgeben wird Vals-des-Tilles von den Nachbargemeinden Vivey und Praslay im Norden, Vaillant im Osten und Nordosten, Chalancey und Mouilleron im Osten, Cussey-les-Forges im Süden, Grancey-le-Château-Neuvelle im Westen und Südwesten, Poinsenot im Westen und Nordwesten sowie Villars-Santenoge im Nordwesten.

## Bevölkerungsentwicklung
| Jahr                       | 1962 | 1968 | 1975 | 1982 | 1990 | 1999 | 2006 | 2011 | 2019 |
| Einwohner                  | 63   | 68   | 202  | 177  | 162  | 162  | 155  | 172  | 178  |
| Quellen: Cassini und INSEE |      |      |      |      |      |      |      |      |      |

## Sehenswürdigkeiten
- Kirche Saint-Gilbert in Chalmessin
- Kirche Saint-Pierre-et-Saint-Paul in Musseau
- Kirche Saint-Michel in Villemoron
- Kirche Notre-Dame-de-l’Assomption in Villemervy
- Kirche Saint-Martin in Lamargelle-aux-Bois